# Ернст II (Брауншвайг-Грубенхаген)
Ернст II (на немски: Ernst II von Braunschweig-Grubenhagen; * 1418, † 1466) от род Велфи (Стар Дом Брауншвайг), е херцог на Брауншвайг-Люнебург и от 1440 до 1464 г. княз на Грубенхаген.

## Живот
Той е вторият син на херцог Ерих I (1383 – 1427) и съпругата му Елизабет († 1444) от Брауншвайг-Гьотинген, дъщеря на херцог Ото I от Гьотинген (1340 – 1394).
Ернст управлява от 1440 г. заедно с братята му Хайнрих III и Албрехт II. Той не се жени и през 1464 г. става пробст на манастир Александър в Айнбек.